# لاراكي
لاراكي (بالإنجليزية: Laraki)‏ (التسمية الأصلية لعراقي)، شركة مغربية متخصصة في صناعة السيارات الخارقة (بالإنجليزية: Supercar)‏، وهي سيارات رياضية، تأسست هذه الشركة سنة 1999 م، من طرف رجل الأعمال المغربي الشهير عبد السلام العراقي والذي أطلق اسمه على الشركة التي مقرها بالدار البيضاء. قامت الشركة لغاية 2008 بالتعاون مع شركة لمبرجيني الإيطالية بإنتاج سيارتين هما فولغورا والبراق.

## قائمة الموديلات

### فولغورا
فولغورا Fulgura (باللاتينية: البروق).
حصلت السيارة المغربية فولغورا على معيار الجودة ISO9001 وتعرض في المعارض الدولية مثل معرض جنيف بسويسرا.
قدمت في معرض جنيف 2002 على أنها سيارة فكرة (بالإنجليزية: Concept car).
قدمت النسخة المخصصة للإنتاج في جنيف 2003.

### البراق
البراق Borac تسمية عربية، صممت سنة 2004.
في سنة 2005 أبهرت الشركة الجميع عندما شاركت بتصميمين هما فولغورا، والتصميم الجديد البراق.

## وصلات خارجية
- الموقع الرسمي للشركة.